# IJsbrand Chardon
IJsbrand Chardon (Den Hoorn, 2 januari 1961) is een Nederlands menner.
Hij behoort al jarenlang tot de wereldtop bij het vierspanrijden. Al bij zijn eerste wereldkampioenschap, in 1982 in Apeldoorn, won hij een gouden teammedaille. Daarna wist hij een imposante verzameling eremetaal binnen te halen, waarin de kleur goud overheerst.

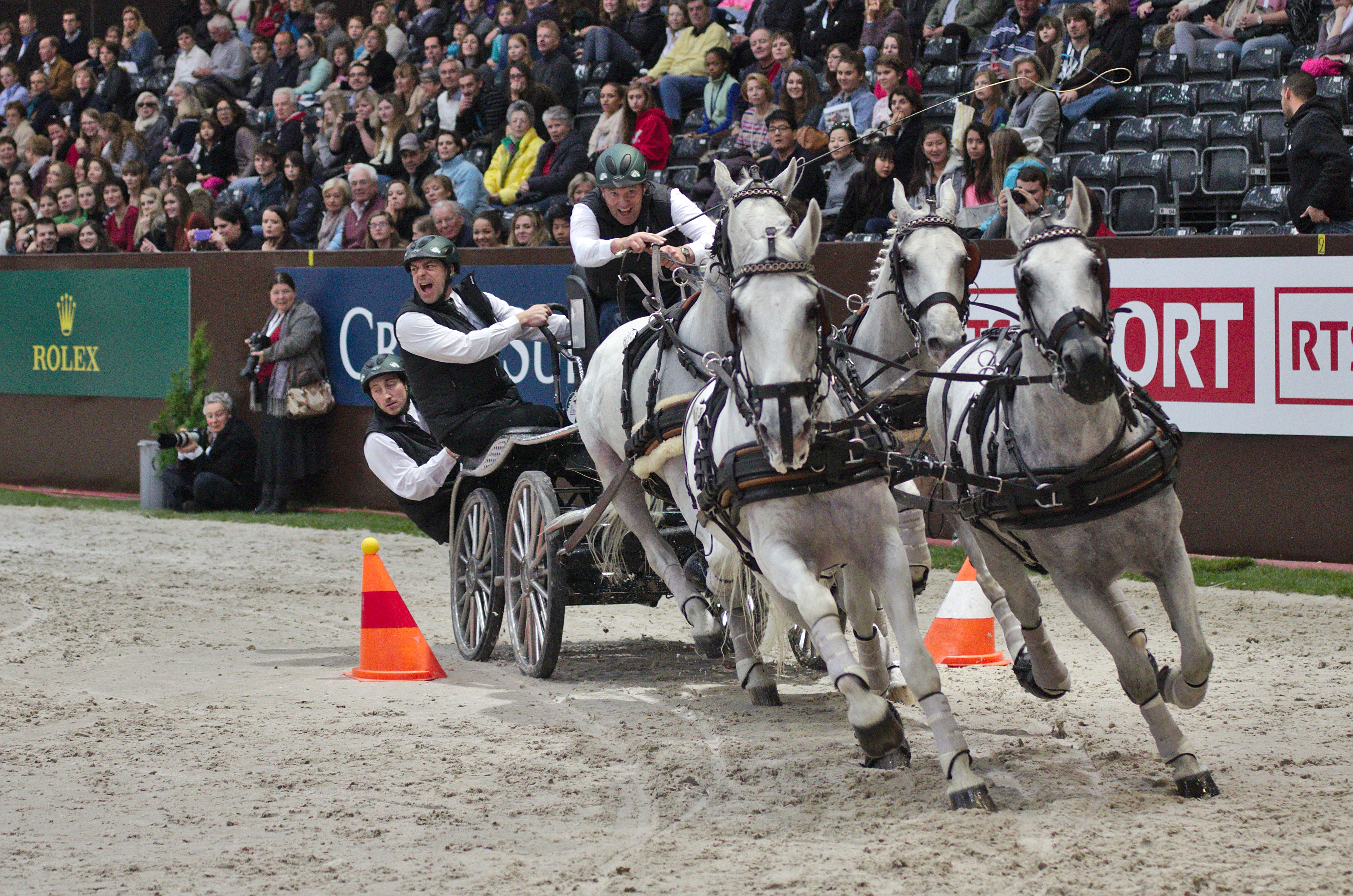

Chardon werd veertienmaal wereldkampioen, tienmaal met het Nederlands team en viermaal individueel (1988, 1992, 2002 en 2008) . In totaal werd hij zevenentwintig keer Nederlands kampioen, van 1988 t/m 2002 zelfs ononderbroken. In 2011 en 2017 werd hij individueel Europees kampioen en hij haalde vijf Europese titels met het Nederlands team. Ook won Chardon dertien keer het CHIO van Aken. Daarmee is hij de meest succesvolle deelnemer van dit prestigieuze toernooi.
Op de wereldruiterspelen 2002 in Jerez de la Frontera won Chardon twee wereldtitels, zowel met het Nederlands team als individueel. Vier jaar later in Aken, behaalde hij zilver in het eindklassement. Dit resultaat was het gevolg van een tweede plaats in de dressuur, een eerste plaats in de marathon en een teleurstellende vijftiende plaats bij de vaardigheid doordat er één balletje werd afgereden. Met het team haalde hij wel de eerste plaats tijdens de Wereldruiterspelen 2010. In februari 2016 claimde hij de FEI Wereldbeker vierspannen van het 15e seizoen.
Naast zijn professionele sportbeoefening is IJsbrand Chardon eigenaar van een manegebedrijf in Den Hoorn. Zijn zoon Bram trad in de voetsporen van zijn vader en werd in 2019 Europees Kampioen en in 2022 Nederlands Kampioen.